# یهودی ابدی (کتاب)
یهودی ابدی نام کتابی یهودستیزانه است که در سال ۱۹۳۷ به وسیله انتشارات حزب نازی در مونیخ به چاپ رسیده است.